# Joseph Schreiber
Joseph Schreiber (* 28. November 1899 in Hitzhofen; † 12. Mai 1972) war ein deutscher Verwaltungsjurist, Landrat in verschiedenen Landkreisen, Verwaltungsgerichtsdirektor in Würzburg und Regierungsvizepräsident von Niederbayern.

## Werdegang
Joseph Schreiber leistete in den Jahren 1917 bis 1918 Kriegsdienst in Flandern und war später Mitglied des Freikorps Oberland. 1919 machte er sein Abitur am Gymnasium Eichstätt und studierte zunächst zwei Semester an der Philosophisch-Technischen Hochschule Eichstätt. Er wechselte das Fach und studierte in München Rechtswissenschaft. Nach dem Abschlussexamen im Jahre 1925 promovierte er im Oktober 1925 zum Dr. Jur. 1927 legte er das Große Staatsexamen ab und wurde Regierungsassessor bei der Bezirksregierung Schwaben. Bevor er am 24. August 1938 kommissarisch mit der Verwaltung des Landratsamtes in Waldmünchen beauftragt wurde, nahm er in Vilsbiburg die Stelle des Bezirksamtmanns ein. Im Landratsamt Uffenheim trat er seinen Dienst als Landrat Ende August 1939 an und wurde hier am 15. August 1942 amtsenthoben und dem Landratsamt Arnsberg zugewiesen, wo er als stellvertretender Landrat fungierte. Nachdem die Abordnung aufgehoben worden war, kam Schreiber als Landrat nach Dinkelsbühl, Feuchtwangen und Schwabach. Hier wurde er im April 1945, nachdem die Amerikaner Schwabach eingenommen hatten, für zwei Wochen inhaftiert. Im Entnazifizierungsverfahren wurde er zunächst als Mitläufer und in einem späteren Verfahren als Entlasteter eingestuft. So fand er am 1. April 1948 beim Landratsamt Dinkelsbühl eine Anstellung und wechselte nach einem halben Jahr als juristischer Angestellter zum Landratsamt Vilsbiburg, wo er am 1. Februar 1949 Regierungsrat wurde. Mit seiner Ernennung zum Verwaltungsgerichtsrat am 26. Januar 1951 wechselte Schreiber zum Verwaltungsgericht Würzburg, dessen Direktor er 1952 wurde. Am 1. Dezember 1956 wurde er zum Regierungsvizepräsidenten von Niederbayern ernannt und blieb bis zu seiner Pensionierung zum Jahresende 1964 in diesem Amt.